# Esquema eléctrico

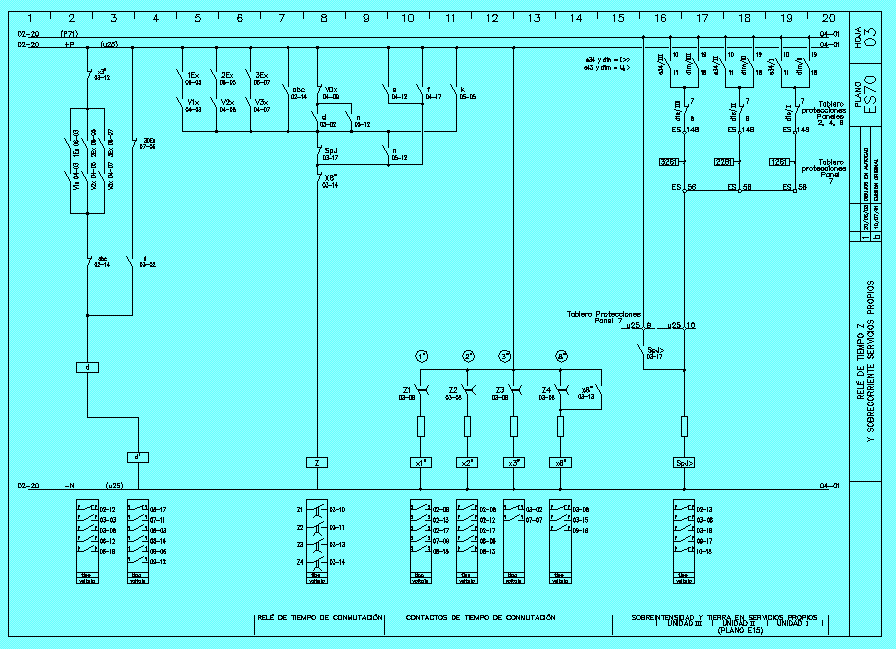
Esquema eléctrico típico de un circuito de comando y control.

Un esquema eléctrico es una representación gráfica de una instalación eléctrica o de parte de ella, en la que queda perfectamente definido cada uno de los componentes de la instalación y la interconexión entre ellos.

## Elementos típicos en un esquema eléctrico
La siguiente es una relación básica de elementos gráficos que se suelen encontrar en un esquema eléctrico.

### Leyendas
En un esquema, los componentes se identifican mediante un descriptor o referencia que se imprime en la lista de partes. Por ejemplo, M1 es el primer Motor, K1 es el primer Contactor, Q1 es el primer Interruptor magnetotérmico. A menudo el valor del componente se pone en el esquemático al lado del símbolo de la parte. Las leyendas (como referencia y valor) no deben ser cruzadas o invadidas por cables ya que esto hace que no se entiendan dichas leyendas...

### Símbolos
Los estándares o normas en los esquemáticos varían de un país a otro y han cambiado con el tiempo. Lo importante es que cada dispositivo se represente mediante un único símbolo a lo largo de todo el esquema, y que quede claramente definido mediante la referencia y en la lista de partes.

### Cableado y conexiones
El cableado se representa con líneas rectas, colocándose generalmente las líneas de alimentación en la parte superior e inferior del dibujo y todos los dispositivos, y sus interconexiones, entre ambas líneas.
Las uniones entre cables suelen indicarse mediante círculos, u otros gráficos, para diferenciarlas de los simples cruces sin conexión eléctrica.

## Funciones
Posee básicamente dos funciones, derivadas del hecho que los esquemas eléctricos reproducen fielmente los sistemas eléctricos que representan:
Los esquemas eléctricos se realizan para poder montar de forma sistemática o repetitiva los circuitos o sistemas eléctricos que representan, de tal forma que cualquier persona que sea capaz de interpretar correctamente dicho esquema pueda realizar su montaje o instalación.
Otras de las funciones principales de los esquemas eléctricos es la detección de averías de las instalaciones eléctricas que ya se encuentran funcionando.

## Tipos y fotos
Los principales tipos de esquemas eléctricos son : 
- Esquema funcional, que representa el circuito de una forma esquemática simple para su fácil interpretación.
- Esquema multifilar, representa todo el conexionado del circuito, atendiendo a la situación real de los elementos dentro de éste.
- Esquema unifilar, representa todos los conductores de un tramo por una sola línea, indicando el número de conductores con lazos oblicuos sobre la línea.
- Esquema topográfico, representan la situación de los puntos de utilización y el trazado de líneas.